# 塞奇鎮區 (密歇根州)
塞奇鎮區（英語：Sage Township）是位於美國密歇根州格拉德溫縣的一個行政鎮區。

## 地方資料
塞奇鎮區的面積為91.76平方千米，當中陸地面積為88.66平方千米，而水域面積為3.10平方千米。根據2020年美國人口普查的數據，當地共有人口2431人，而人口密度為每平方千米26.49人。